# Tortura de senos

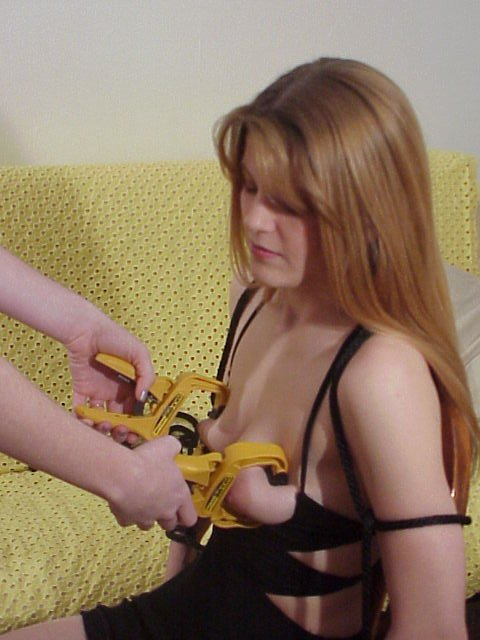
Se aplica una pinza Quick-Grip en los senos de una mujer

Tortura de senos o pechos se refiere a cualquiera de varias actividades eróticas dentro del BDSM, que se enfocan sólo en infligir dolor en los senos, pezones y areolas para obtener placer sexual. Las actividades BDSM orientadas a los senos, van desde las relativamente seguras y benignas, tales como pinzas de la ropa en los pezones, flagelación suave o simple bondage, hasta aquellas que incluyen gran riesgo, tales como caning severo, pírsings de aficionado o suspensión mediante los pechos.

## Orígenes
Aunque está bien documentado que la tortura sexual no consensuada ha sido muy común en la sociedad moderna y en el pasado, el término “tortura de senos”, en este contexto, se refiere a actividades sexuales consensuadas. Muchas fantasías sexuales, incluyendo aquellas que involucran la tortura de senos, reflejan un deseo de usar a su compañero sin miedo a las consecuencias, sin importar cuán extremo sea el uso. Las personas participantes entienden que este tipo de deseos son solamente eso, fantasías sexuales, y la mayoría de esas fantasías pueden ser representadas con seguridad, sensatez y con goce de ambas partes. 
En un contexto erótico, tanto el dominante como el sumiso reciben cierto tipo de placer de la experiencia. En muchos casos, las personas experimentan mayor placer físico como resultado de la liberación de una sustancia química, llamada endorfina, dentro del flujo sanguíneo. Su placer puede ser psicológico, derivado de la sensación de sentirse completamente controlado por otra persona o por el placer que el dominante obtiene de la experiencia. La persona que inflige el castigo puede disfrutar el poder que tiene sobre su compañera y otras satisfacciones sensuales más básicas.
Sin embargo, en la mayoría de los casos el placer de ambas partes deriva de una combinación de factores psíquicos, físicos, emocionales y genitales.
La tortura erótica de senos involucra una combinación de actividades sexuales que son consideradas parafilias por muchos psicólogos y sexólogos. El término “parafilia” tiene muchas definiciones, la mayoría de ellas con connotaciones negativas que implican “perversión” o “desviación”. Las parafilias mencionadas en algunos textos relacionados con la tortura de senos incluyen:
- Algolagnia, placer sexual obtenido a través del dolor
- Fetichismo de senos, interés sexual en los pechos femeninos, su forma, movimiento y tamaño
- Sadismo y masoquismo sexual, excitación sexual producida por infligir dolor o desear ser humillado, golpeado, atado u otras formas de sufrir.
- Vincilagnia, excitación sexual producida por el bondage

Existen otras parafilias que, según las fantasías de la persona, podrían ser añadidas a la lista. Debido al reciente entendimiento de que el BDSM consensual proporciona placer a ambos participantes, hay un creciente número de médicos que considera que, al menos que una actividad sea abiertamente ilegal (como pedofilia, o zoofilia) o involucre una violación del consentimiento, no hay razones para sostener que sean parafilias. En estas condiciones, la tortura de senos no sería considerada médicamente como comportamiento parafílico. 
Sin embargo, esta controversia continúa porque otras parafilias son aun vistas por la sociedad como comportamientos desviados, faltos de consenso e inaceptables. Como resultado, todas las parafilias, incluyendo aquellas involucradas en la tortura erótica de senos siguen siendo cuestionadas por sexólogos y médicos. Mientras una parte de la sociedad vea el BDSM consensual como algo anormal y otra como un comportamiento normal (o en el mejor de los casos, como una inofensiva excentricidad) la controversia continuará.

## Historia
La tortura de senos ha sido utilizada a lo largo de la historia, tanto como un método de tortura como parte de un contexto más sexual.
En el año 300 a. C., libros como el Kamasutra debatieron lo que más tarde sería conocido como sadismo y masoquismo, reconociendo que los pellizcos, las mordeduras y la flagelación de partes eróticas del cuerpo eran alentadas, siempre y cuando fueran realizados con consenso. El Kamasutra fue tan lejos que llegó incluso a nombrar diferentes tipos de mordeduras y rasguños, incluyendo algunos que se enfocan en los senos y pezones.
Está documentado que la tortura localizada en los senos fue utilizada durante la Inquisición Española. Frecuentemente se prestaba particular atención a los senos y pezones, con el fin de obtener confesiones de supuestas brujas. Durante este tiempo, los manuales de tortura, tales como el “Malleus Maleficarum”, hacían referencia específica a la idoneidad de los pechos como objeto de tortura. Ciertos dispositivos, como el desgarrador de senos, fueron especialmente diseñados para la tortura de esa parte del cuerpo.
Existen otras referencias históricas a la tortura de senos, que incluyen textos ficticios y las supuestas prácticas del Marqués de Sade. En su libro “Los 120 días de Sodoma” existen docenas de referencias a este tipo de tortura, la mayoría de ellas extremas y dolorosas.
La tortura sexual con los senos como objeto fue documentada en la Segunda Guerra Mundial durante el Holocausto, y en la esclavitud sexual de Japón. La tortura sexual en general, y específicamente la tortura de senos, ha sido sospechada en muchos acontecimientos sociopolíticos, así como también los círculos de esclavitud sexual en estos tiempos.
La tortura erótica de senos, como muchas otras prácticas sexuales, han visto un gran incremento de su popularidad como resultado de Internet. Existen miles de sitios que incluyen la tortura de senos como parte de su contenido, y algunas se especializan en esta práctica.
Mientras que típicamente son categorizados como pornografía, muchos sitios son utilizados como referencias informales, y en algunos casos formales, por personas que practican la tortura de senos y otras actividades BDSM orientadas a los pechos.

## Métodos
La mayoría de los métodos para castigar senos pueden también ser aplicadas a otras partes de la anatomía femenina y masculina. La tortura de genitales masculinos (CBT) y la genitortura femenina son típicamente vistas como los equivalentes más cercanos a la tortura de senos. Las actividades de castigo erótico moderno que pueden ser aplicadas a los senos y pezones incluyen:
- Vendaje – comprimir los senos contra el tórax con cinta adhesiva, vendas, cuerdas y otros elementos.

- Bondage – cuerdas, tiras de cuero, o algún otro tipo de material constrictor alrededor de la base del seno, ya sea pasando la atadura alrededor del pecho y la espalda, o simplemente alrededor de los senos. El breast bondage o bondage de senos puede variar entre suave (predominantemente decorativo), moderado (donde el abultamiento de los senos va de un extremo al otro), severo (donde la piel comienza a oscurecer) y formas extremas y probablemente peligrosas, tales como las suspensiones de senos (elevación de la mujer con cuerdas amarradas a la base de sus senos)

- Flagelación – golpes con la mano, látigo, caña, paleta, y otros instrumentos para golpear los senos. La flagelación suave incluye las manos, paletas, fustas, o látigos de bajo impacto, y usualmente no resulta en nada más grave que ardor y coloración de la piel. Formas más extremas de flagelación involucran cañas, látigos y cuerdas, y pueden dejar magullones, raspones, cortes y otras laceraciones.

- Pinzamiento – el uso de pinzas de la ropa, pinzas de ferretería, pinzas para el cabello o pinzas diseñadas específicamente para usar en los pezones u otras partes de los senos. Los pinzamientos pueden variar desde relativamente suaves a formas extremas que resultan en hipoxemia (privación de oxígeno) si se dejan demasiado tiempo en el pezón.

- Electricidad – el uso de electricidad, generalmente en los pezones. Existen ciertos dispositivos como el T.E.N.S. (estimulador nervioso eléctrico transcutáneo) o el “Violet Wand” que han sido específicamente diseñados para ser utilizados sobre la piel y músculos humanos y son relativamente seguros si son empleados por personas instruidas. Otros tipos de electricidad, como la corriente hogareña, baterías o dispositivos como picanas eléctricas, acarrean grandes riesgos de quemaduras y otros efectos peligrosos.

- Piercing – temporal, los juegos de perforación incluyen el uso de agujas de acupuntura y/o agujas hipodérmicas. También pueden utilizarse otros tipos de pírsines permanentes, tales como barras o anillos en los pezones.

- Juego de navajas – el uso de cuchillas de afeitar u otros instrumentos filosos en los senos y pezones. Esta práctica es una forma extrema de tortura erótica que a veces es utilizada para producir cicatrices intencionadas, o lo que se conoce como “escarificación”.

- Cera – El juego de cera consiste en dejar caer gotas de cera caliente sobre los senos y pezones, frecuentemente luego de que son enfriadas con hielo, lo que no es aconsejable por seguridad.

- Juego de temperatura – se utilizan llamas de fuego, hielo u otras cosas que puedan calentar o enfriar, tales como pinzas de rizado, hielo seco, etc. La práctica más extrema de temperatura es el marcado a fuego (branding).

- Morder, rasguñar y pinchar – ya sea suavemente o llevado al extremo, pudiendo lastimar o causar sangrado, a pesar de ellos esta acción es muy practicada.

- Succión – utilizando dispositivos aspiradores. Los dispositivos de succión pueden ser para los pezones solos, desde extractores de veneno de serpiente hasta dispositivos médicos de succión diseñados para corregir pezones invertidos. Pueden ser utilizados en todo el seno por medio de adaptadores especiales o bombas para penes. También es común la implementación de dispositivos extractores diseñados para la lactancia.

- Abrasión – frotar los senos o pezones con papel de lija, raspadores y otros instrumentos abrasivos, hasta algunos más extremos como palmetas especiales con pequeñas agujas incrustadas.

- Plantas y animales – suele incitarse a animales domésticos o salvajes a lamer o rasguñar los pezones, atraer insectos para que muerdan o piquen los senos y pezones, o emplear en ellos plantas que puedan producir picazón, tales como la ortiga.

## Seguridad
Las complicaciones de una tortura de senos insegura pueden abarcar infecciones, enfermedades contagiosas, cicatrices externas, adiponecrosis, fibroadenoma y cáncer de mama1, así como quemaduras y posible electrocución. Aquellas personas que participan en prácticas BDSM orientadas a los senos, deberían tener gran precaución, investigar sobre sus actividades y establecer reglas de antemano.
La piel que cubre los senos tiene la misma capacidad de cicatrización que la piel de otras partes del cuerpo y puede tolerar muchas de las actividades involucradas en la tortura de senos sin efectos a largo plazo. Los pezones y areola fueron diseñados para lactantes, y también pueden tolerar cierta cantidad de daño. Debido a que poseen un flujo sanguíneo y complejo nervioso más refinados, además de los delicados conductos lácteos, pueden ser más sensibles y requerir mayor precaución. El interior de los senos está compuesto de adiposidades y tejidos glandulares y conjuntivos, y existe un gran riesgo de fisuras u otros daños si son maltratados.
- Flagelación – los senos deberían ser golpeados con extremo cuidado. El trauma contundente producido por el impacto es una de las principales causas de lesiones internas. Los golpes no deberían ser demasiado intensos, y cualquier rebote debería estar dentro del arco de movilidad de los senos de la persona castigada, el mismo rango de movimiento que se da cuando ella participa en alguna actividad intensa.

- Pinzamientos – pinzar los pezones, sin importar qué objeto se use, puede ser más doloroso de lo previsto. A menudo, el dolor punzante aparece cuando la pinza se retira y la circulación se restaura. Siempre debe considerarse aplicar las pinzas detrás del pezón, donde se conecta con la areola, al menos parcialmente. La sensibilidad del pezón varía a lo largo de un determinado mes, y lo que es aceptable un día puede no funcionar al siguiente.

- Vendaje (binding) y Bondage – la hipoxemia puede causar daño en los tejidos nerviosos si se colocan por mucho tiempo gomas elásticas, cuerdas o vendajes apretados, incluso con la más simple atadura de senos o pezones. Siempre que los senos comienzan a oscurecer o volverse fríos al tacto, se debe a que la circulación sanguínea ha sido restringida y en esta situación el riesgo de daño aumenta. Si se amarran los pezones o la areola, en especial con bandas elásticas u otros elementos de estrangulación, el área tenderá a adormecerse mientras el elemento siga limitando el flujo sanguíneo normal. Si el binding es combinado con otra práctica BDSM, es importante que se considere este último punto al calcular el daño potencial.

Si la elección es golpear los senos, los azotes deben ser superficiales. Amarrar un seno interfiere con su habilidad natural para desplazarse ante un impacto y compacta los tejidos, por lo que cualquier golpe duro puede intensificar el daño que pudiera ocurrir.
- Suspensión – Aunque existen muchas referencias en Internet de mujeres que son colgadas de sus senos, es una práctica muy peligrosa que puede resultar en estrías y otros daños más graves, como rupturas internas y desgarres. Los efectos a largo plazo de la suspensión mediante los pechos no han sido estudiados aún. Es altamente recomendable que no se utilicen los senos como único medio para la suspensión, y que esta sea realizada solo por personas con la debida habilidad, experiencia y equipamiento apropiado.

- Electricidad – el uso de electricidad en los senos o pezones es muy discutida, debido a los riegos que existen de sufrir un paro cardíaco y otras complicaciones. Al menos un caso de fatalidad como resultado del uso de electricidad ha sido documentado, con una corriente eléctrica pasando de pezón a pezón2. Si se utiliza electricidad, debe hacerse con dispositivos especialmente diseñados para ser usados sobre el cuerpo humano, y no debe permitirse que la corriente pase de un seno al otro. Además de los riesgos cardíacos, siempre que se pretenda jugar con electricidad deben tomarse recaudos para evitar quemaduras.

- Piercing – las perforaciones tienen un gran riesgo. Las infecciones siempre deben ser tenidas en cuenta. Esterilizar el lugar y los instrumentos es importante. Las autoclaves u otros dispositivos y técnicas de esterilización deberían ser aplicadas cuando no se utilizan elementos descartables. Deberían utilizarse agujas hipodérmicas o de acupuntura en lugar de objetos que no están específicamente diseñados para la piel humana.

Debido a que son difíciles de re-esterilizar, las agujas ahuecadas no deberían ser reutilizadas. El centro tubular puede llevar tejido de una perforación a otra, sin importar el método que se haya utilizado para esterilizarla, aumentando el riesgo de infección o transmisión de enfermedades.
La esterilización no se recomienda solo por la seguridad de la “víctima”, sino también de la persona que lleva a cabo la tortura. Esto se vuelve aún más importante cuando se considera el edgeplay (prácticas extremas con aceptación de situaciones de riesgo). Se debe usar guantes estériles siempre que exista posibilidad de sangrado. Si el dominante tiene alguna herida abierta, cualquier actividad que pueda resultar en sangrado debería ser reconsiderada. Esto también incluye mordeduras y rasguños, dado que la boca y las uñas albergan gérmenes que pueden transmitirse a través de heridas abiertas.
- Cera y calor – La cera caliente, si bien es considerada uno de los métodos más seguros de torturar senos, no está exenta de riesgo. Puede provocar quemaduras de primer grado, y en casos de cera más caliente puede llegar a quemaduras de segundo grado. Si se aplican salsas comestibles, éstas no deben superar los 49 grados Celsius. Las llamas, o el uso de dispositivos de calor (como planchas de rizado para cabello) aumentan el nivel de precaución que debería tenerse. Aunque sería un acto casi intencional, pueden producirse quemaduras de tercer grado. Los cigarrillos son considerados a menudo en la tortura de senos, sin embargo apagar brasas calientes sobre la carne es peligroso, y muchas veces acaban en quemaduras de segundo grado y cicatrices.

- Hielo y refrigerantes – el hielo también es considerado relativamente seguro, y a menudo es combinado con cera caliente. Sea cuidadoso para evitar el congelamiento, especialmente en los pezones. Otros refrigerantes, como el hielo seco, son mucho más fríos que el agua congelada y pueden producir congelamiento casi inmediatamente al hacer contacto con la piel.

- Succión – la succión excesiva puede causar rompimiento de los vasos capilares y sanguíneos, acabando en magullones. Ha habido algunas preocupaciones con respecto a usar la succión junto con la perforación de pezones. Probablemente sea mejor no utilizarla en áreas con perforaciones no cicatrizadas, ya sean permanentes o temporarias.

- Lociones – las lociones químicas y pomadas que han sido formuladas para la piel pueden ser relativamente seguras. Se debe tener la precaución de leer las contraindicaciones del producto que se empleará antes de aplicarlo a los pezones o areola.

- Plantas y animales – A diferencia de los humanos, los animales no entienden porqué estamos haciendo esto. Cuando están hambrientos o excitados, podría no interesarles intentar discernir entre la mantequilla de maní que recubre un pezón y areola y la carne debajo de ella, resultando en senos heridos o algo incluso peor. Las picaduras de los insectos pueden ser muy peligrosas, con resultados que varían entre hinchazón y salpullidos a reacciones alérgicas graves, o incluso un shock anafiláctico. Aunque no es tan riesgoso, el uso de ortigas también puede derivar en reacciones alérgicas.

Sea cual fuere el método o el nivel al que es llevado, el BDSM seguro y consensuado siempre involucra el uso de una palabra de seguridad. Esta es una palabra o frase que le indica al dominante que detenga la actividad que se está llevando a cabo. Ignorar la palabra de seguridad de alguien es considerado deshonroso e inmoral. La mayoría de las personas que deciden no utilizar una palabra de seguridad están involucradas en relaciones donde ambos miembros se conocen íntimamente y están al tanto de los límites del otro. Aun así, la mayoría de las personas que practican BDSM aconsejan tener una palabra de seguridad y saber cómo y cuándo utilizarla. Finalmente, aquellos que estén iniciándose en el BDSM deberían investigar sobre cualquier práctica que tengan planeado antes de realizar cualquier tipo de tortura erótica en los senos u otras partes del cuerpo.